# Kill Your Darlings
Kill Your Darlings (bra: Versos de um Crime) é um filme de drama biográfico norte-americano dirigido por John Krokidas. Trata-se do trabalho de estreia de Krokidas, sendo apresentado mundialmente pela primeira vez no Festival Sundance de Cinema de 2013, no qual foi recebido com reações positivas. No Brasil, foi apresentado pela Paris Filmes no Festival do Rio.
Estrelado por Daniel Radcliffe, Dane DeHaan, Michael C. Hall e Jack Huston, o longa-metragem concentra-se nos tempos de faculdade de alguns dos primeiros membros da Geração Beat, mostrando seus anseios, primeiras interações, e um assassinato chocante que ocorreu no período. O filme foi lançado com distribuição limitada nos cinemas dos Estados Unidos a 16 de outubro de 2013, com diversas datas de estreia em outros países agendadas para os meses subsequentes.

## Sinopse
O assassinato de David Kammerer faz com que três dos poetas mais famosos da geração beat se aproximem: Allen Ginsberg, Jack Kerouac  e William Burroughs.

## Elenco
- Daniel Radcliffe - Allen Ginsberg
- Elizabeth Olsen - Edie Parker
- Dane DeHaan - Lucien Carr
- Michael C. Hall - David Kammerer
- Ben Foster - William Burroughs
- Jennifer Jason Leigh - Naomi Ginsberg
- David Cross - Louis Ginsberg
- Kyra Sedgwick - Marian Carr
- Jack Huston - Jack Kerouac
- David Rasche - Dean
- John Cullum - Professor Steeves

## Produção
Em 2008, enquanto estava em cartaz com a peça de teatro Equus, Daniel Radcliffe chegou a participar dos testes para o filme e conseguiu o papel de Allen Ginsberg. Contudo, devido às filmagens dos dois últimos filmes da saga Harry Potter (Relíquias da Morte - Parte 1 e Relíquias da Morte - Parte 2), Daniel acabou não entrando nas filmagens iniciais, que chegaram a ser feitas com Chris Evans, Jesse Eisenberg, e Ben Whishaw. Porém, o financiamento para o filme na época foi cortado e o filme cancelado. Quando John Krokidas resolveu voltar a filmar o filme ele convidou Daniel para o papel de Allen Ginsberg e ele prontamente aceitou.[carece de fontes?]

## Repercussão

### Opinião da crítica
Kill your Darlings recebeu opiniões favoráveis da maioria dos críticos do Rotten Tomatoes, com média 6.6 de 10, baseada nas opiniões contidas em 143 diferentes resenhas sobre o filme.
Após assistir ao filme na edição de 2013 do Sundance Film Festival, Damon Wise, crítico do jornal estadunidense The Guardian, disse que o filme era “bastante verossímil e mostrou de fato como foi o começo do movimento da contracultura estadunidense na literatura do século XX [...] O filme passa uma paixão e energia incríveis ao mostrar artistas não escrevendo e criando, mas em suas ações cotidianas, conversando,desenvolvendo suas idéias e incentivando uns aos outros para sempre tentarem inovar em sua arte.” “Embora ele comece com o mistério de um assassinato”, continua Damon,” Kill Your Darlings está mais para um daqueles filmes que nos fazem refletir, é uma descrição perfeita de seu tempo e que ainda assim soa incrivelmente atual.” Em sua resenha sobre o filme, Damon Wise congratulou-o com quatro de cinco estrelas.